# Charles Janssens (1822-1887)
Charles François Fidèle Janssens (in het Nederlands ook wel Karel Janssens genoemd) (Oostende, 8 november 1822 - aldaar, 4 september 1887) was een Belgisch liberaal politicus en burgemeester.

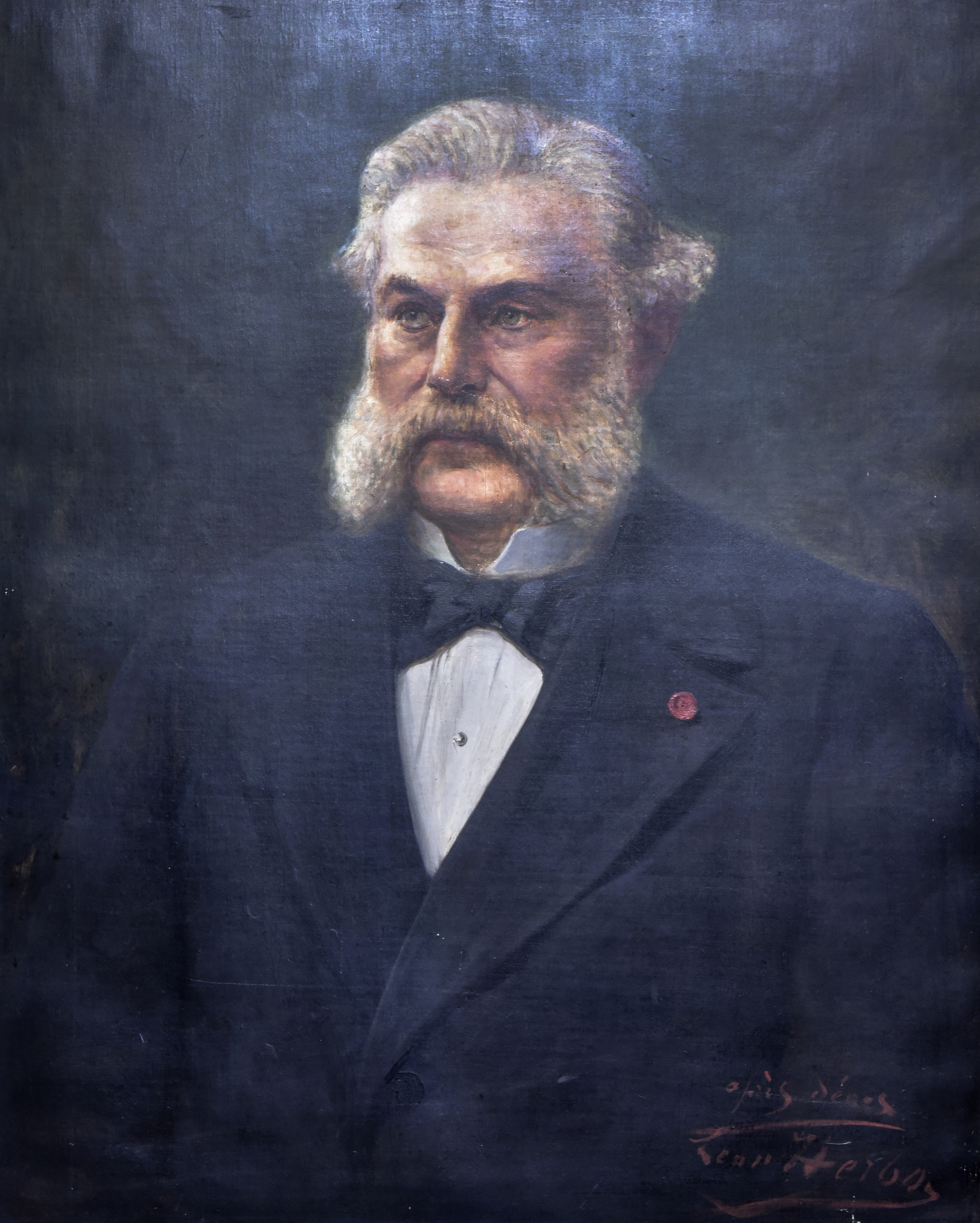
Charles Janssens door Léon Herbo

## Levensloop
Hij was de zoon van arts François Janssens en Catherine De Ridder. Zowel langs vaders- als moederskant waren er familieleden politiek actief. Zijn vader  was van 1842 tot 1844 en van 1848 tot 1861 gemeenteraadslid van Oostende en zijn grootvader langs moederskant was tijdens het Verenigd Koninkrijk der Nederlanden vrederechter en eveneens gemeenteraadslid van Oostende. Hijzelf bleef ongehuwd.
Janssens studeerde aan het college van Aalst, waarna hij promoveerde tot doctor in de rechten aan de Universiteit van Gent. Vervolgens werd hij actief als advocaat in Oostende.
In november 1851 werd hij voor de katholieken en vanaf 1854 de liberalen verkozen tot gemeenteraadslid van Oostende, waar hij van 1852 tot 1863 schepen van Openbare Werken was. Nadat hij benoemd werd tot griffier aan het handelstribunaal van Oostende, nam hij in 1863 ontslag als gemeenteraadslid en schepen van Oostende. In september 1872 werd hij na het einde van deze functie opnieuw verkozen tot gemeenteraadslid van Oostende en werd in 1882 in opvolging van de overleden Jean-Ignace Van Iseghem burgemeester van de stad. Dit laatste mandaat oefende uit tot aan zijn dood in 1887, waarna hij werd opgevolgd door zijn broer Ernest Janssens.
Van 1850 tot 1882 was hij bovendien provincieraadslid van West-Vlaanderen. In maart 1882 werd hij volksvertegenwoordiger voor het arrondissement Oostende, eveneens ter opvolging van Van Iseghem. Bij de tussentijdse verkiezingen van juni 1884 werd hij echter verslagen door de katholiek Louis Carbon en dus niet herverkozen.

## Straat
Naar hem is in Oostende de Karel Janssenslaan genoemd. Deze laan loopt vanaf het Leopold I-plein tot aan het Cultuurcentrum De Grote Post en loopt over het grootste deel langs het Leopoldpark.